# Adolf Seilacher

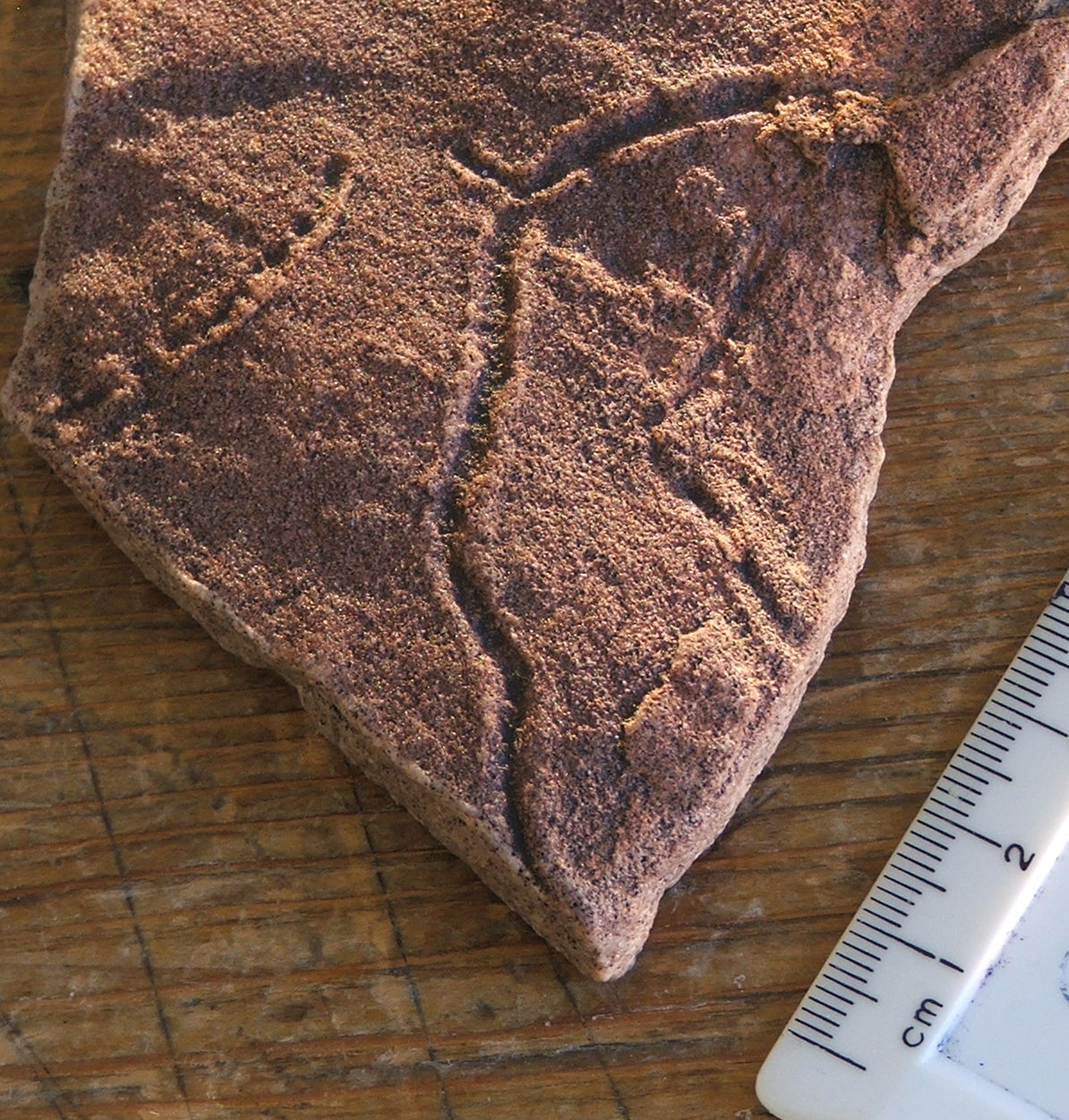
Traces fòssils

Adolf "Dolf" Seilacher (Stuttgart, 24 de febrer de 1925 - 26 d'abril de 2014) fou un paleontòleg alemany que va fer importants contribucions en camps com ara l'evolució i l'ecologia paleobiològica, al llarg d'una carrera científica de més de seixanta anys. Una de les seves principals aportacions ha estat l'estudi de les traces fòssils. La seva tasca en paleontologia, però, va anar molt més enllà d'aquest camp, fent contribucions molt significatives en camps com l'evolució dels primers macroorganismes, la morfologia construccional, la tafonomia, etc.
Va iniciar la seva carrera de la mà d'Otto Heinrich Schindewolf, professor de paleontologia de la Universitat de Tubinga, influenciat per alguns paleontòlegs locals com Otto Linck.
En acabar la Segona Guerra Mundial va reprendre les seves investigacions a Tubinga, on va coincidir amb l'icnòleg francès Jacques Lessertisseur. Després de doctorar-se el 1951, Seilacher es va traslladar a la Universitat de Frankfurt (1957) i més tard a la Universitat de Bagdad, ocupant posteriorment una plaça com a paleontòleg a Göttingen. El 1964 va tornar a Tubinga com a successor de Schindewolf.
Des de 1987 va treballar com a professor adjunt a la Universitat Yale. L'any 1992 va guanyar el Premi Crafoord de mans de l'acadèmia sueca, l'equivalent al Premi Nobel per aquelles disciplines que no tenen Nobel.
Seilacher és l'autor de més de dues-centes publicacions, les quals inclouen gran varietat de temes. Els seus estudis sobre les traces fòssils representen probablement algunes de les seves obres més conegudes. Cal destacar el seu treball de 1967 sobre la batimetria de traces fòssils, on va establir el concepte d'icnofàcies.
El 1970 anuncià el seu programa "Konstructions-Morphologie", on destacava la importància de tres factors en la determinació de la forma dels organismes: ecològics, històrics i arquitectònics. Aquest punt de vista va influenciar autors com Stephen Jay Gould o Lewontin. El 1985 va proposar un pla per a la classificació dels fòssils.
Les seves contribucions més controvertides estan relacionades amb el seu treball sobre l'Ediacarià. Seilacher suggerí que la fauna Ediacariana, que ell anomenà Vendobionta, va representar un experiment fallit en l'evolució dels organismes pluricel·lulars.
Bona part del treball de Seilacher es resumeix en el material publicat l'any 2007 amb el títol Trace Fossil Analysis].